# 粉萼报春
粉萼报春（学名：Primula melanops），为报春花科报春花属下的一个植物种。